# Pachycispia
Pachycispia is een geslacht van vlinders van de familie tandvlinders (Notodontidae), uit de onderfamilie Notodontinae.

## Soorten
- P. catalaiella Viette, 1954
- P. laurenconius Viette, 1954
- P. picta Butler, 1882